# Универсальная обёртывающая алгебра
Универсальная обёртывающая алгебра — ассоциативная алгебра, которая может быть построена для любой алгебры Ли, перенимающая многие важные свойства исходной алгебры, что позволяет применить более широкие средства для изучения исходной алгебры.

## Построение
Ассоциативная алгебра {\displaystyle A} над полем {\displaystyle K} обладает естественной структурой алгебры Ли над {\displaystyle K} со следующей скобкой Ли: {\displaystyle [a,b]=ab-ba}, то есть, из ассоциативного произведения можно построить скобку Ли с помощью простого взятия коммутатора. Обозначим эту алгебру Ли {\displaystyle A_{L}}.
Построение универсальной обёртывающей алгебры пытается обратить этот процесс: для данной алгебры Ли {\displaystyle {\mathfrak {g}}} над {\displaystyle K} находят «наиболее общую» ассоциативную {\displaystyle K}-алгебру {\displaystyle U({\mathfrak {g}})} такую, что алгебра Ли {\displaystyle U_{L}} содержит {\displaystyle {\mathfrak {g}}}. Важное ограничение — сохранение теории представлений: представления {\displaystyle {\mathfrak {g}}} соотносятся точь-в-точь так же как и модули над {\displaystyle U({\mathfrak {g}})}. В типичном контексте, где {\displaystyle {\mathfrak {g}}} задаётся инфинитезимальными преобразованиями, элементы {\displaystyle U({\mathfrak {g}})} действуют как дифференциальные операторы всех порядков.

## Мотивация
Важная тема в изучении алгебр и вероятно основной путь их появления в приложениях это представление алгебры Ли. Представление {\displaystyle \rho } ставит каждому элементу x алгебры Ли линейный оператор {\displaystyle \rho (x)}. Данное пространство линейных операторов не только алгебра Ли, но также и ассоциативная алгебра, так что возможно рассматривать произведения {\displaystyle \rho (x)\rho (y)}. Суть введения универсальной обёртывающей алгебры в изучении таких произведений в различных представлениях алгебры Ли. Сразу видно одно препятствие в наивной попытке сделать это: свойства произведений коренным образом зависят от выбранного представления, а не только от самой алгебры Ли. Например, для одного представления можно получить {\displaystyle \rho (x)\rho (y)=0}, в то время как в другом представлении это произведение может быть ненулевым. Тем не менее определённые свойства универсальны для всех представлений, то есть сохраняют справедливость для всех представлений одновременно. Универсальная обёртывающая алгебра — это способ охватить все такие свойства и только их.

## Универсальное свойство
Пусть {\displaystyle {\mathfrak {g}}} — произвольная алгебра Ли над полем {\displaystyle K}. При заданных ассоциативной алгебре {\displaystyle U} с единицей и гомоморфизме алгебр Ли
{\displaystyle h\colon {\mathfrak {g}}\to U_{L},}
будем говорить, что {\displaystyle U} является универсальной обёртывающей алгеброй алгебры Ли {\displaystyle {\mathfrak {g}}}, если она удовлетворяет следующему универсальному свойству: для любой ассоциативной алгебры {\displaystyle A} с единицей и гомоморфизма алгебр Ли
{\displaystyle f\colon {\mathfrak {g}}\to A_{L}}
существует единственный гомоморфизм ассоциативных алгебр с единицей
{\displaystyle g\colon U\to A}
такой, что
{\displaystyle f=gh.}
Это универсальное свойство также можно понимать так: функтор, отображающий {\displaystyle {\mathfrak {g}}} в её универсальную обёртывающую алгебру, сопряжён слева к функтору, отображающему ассоциативную алгебру {\displaystyle A} в соответствующую алгебру Ли {\displaystyle A_{L}}.

## Прямое построение
Из этого универсального свойства можно вывести, что если алгебра Ли имеет универсальную обёртывающую алгебру, то эта обёртывающая алгебра однозначно определяется алгеброй {\displaystyle {\mathfrak {g}}} с точностью до изоморфизма. С помощью следующей конструкции, которая напрашивается из общих соображений (например, как часть пары сопряжённых функторов), устанавливается, что на самом деле любая алгебра Ли обязательно имеет универсальную обёртывающую алгебру.
Начиная с тензорной алгебры {\displaystyle T({\mathfrak {g}})} на векторном пространстве алгебры {\displaystyle {\mathfrak {g}}}, мы получаем {\displaystyle U({\mathfrak {g}})} факторизацией {\displaystyle T({\mathfrak {g}})} по соотношениям
{\displaystyle a\otimes b-b\otimes a=[a,b]}
для любых {\displaystyle a} и {\displaystyle b} в {\displaystyle {\mathfrak {g}}}, где скобки в правой части выражения обозначают коммутатор в {\displaystyle {\mathfrak {g}}}.
Формально это значит, что
{\displaystyle U({\mathfrak {g}})=T({\mathfrak {g}})/I},
где {\displaystyle I} — двусторонний идеал алгебры {\displaystyle T({\mathfrak {g}})}, порождённый элементами вида
{\displaystyle a\otimes b-b\otimes a-[a,b],\quad a,b\in {\mathfrak {g}}.}
Естественное отображение {\displaystyle {\mathfrak {g}}\to T({\mathfrak {g}})} задает отображение {\displaystyle h\colon {\mathfrak {g}}\to U_{L}}, и именно этот гомоморфизм алгебр Ли используется в вышеприведённом универсальном свойстве.
Описанная конструкция почти дословно переносится на случай супералгебр Ли.

## Примеры
Если {\displaystyle {\mathfrak {g}}} абелева (то есть, коммутатор всегда 0), то {\displaystyle U({\mathfrak {g}})} — коммутативна; если выбран базис векторного пространства {\displaystyle {\mathfrak {g}}}, то {\displaystyle U({\mathfrak {g}})} может рассматриваться как алгебра многочленов над {\displaystyle K} с одной переменной для каждого базисного элемента.
Если {\displaystyle {\mathfrak {g}}} — алгебра Ли группы Ли {\displaystyle G}, то {\displaystyle U({\mathfrak {g}})} может рассматриваться как алгебра левоинвариантных дифференциальных операторов (всех порядков) на {\displaystyle G}, содержащая {\displaystyle {\mathfrak {g}}} в качестве дифференциальных операторов первого порядка (которые находятся во взаимном соответствии с левоинвариантными векторными полями на {\displaystyle G}).
Центр алгебры {\displaystyle U({\mathfrak {g}})} обозначается через {\displaystyle Z({\mathfrak {g}})} и состоит из дифференциальных операторов, являющихся инвариантными как относительно левого действия группы, так и относительно правого; в случае некоммутативности {\displaystyle G} центр часто не порождается операторами первого порядка (например, оператор Казимира полупростой алгебры Ли).
Также {\displaystyle U({\mathfrak {g}})} можно охарактеризовать как алгебру обобщённых функций с носителем на единичном элементе {\displaystyle e} группы {\displaystyle G} с операцией свёртки.
Алгебра Вейля дифференциальных операторов от {\displaystyle n} переменных с полиномиальными коэффициентами может быть получена, начиная с алгебры Ли группы Гейзенберга. Для этого необходимо профакторизовать её так, чтобы центральные элементы данной алгебры Ли действовали как скаляры.

## Дальнейшее описание структуры
Фундаментальная теорема Пуанкаре — Биркгофа — Витта даёт точное описание {\displaystyle U({\mathfrak {g}})}; наиболее важное следствие из неё — это то, что {\displaystyle {\mathfrak {g}}} может рассматриваться как линейное подпространство {\displaystyle U({\mathfrak {g}})}. Более точно: каноническое отображение {\displaystyle h\colon {\mathfrak {g}}\to U({\mathfrak {g}})} всегда инъективно. Более того, {\displaystyle U({\mathfrak {g}})} порождается {\displaystyle {\mathfrak {g}}} как ассоциативная алгебра с единицей.
{\displaystyle {\mathfrak {g}}} действует на себе при помощи присоединённого представления алгебры Ли, и это действие может быть расширено на представление {\displaystyle {\mathfrak {g}}} в эндоморфизмы {\displaystyle U({\mathfrak {g}})}: {\displaystyle {\mathfrak {g}}} действует как алгебра производных на {\displaystyle T({\mathfrak {g}})}, и это действие сохраняет наложенные соотношения, поэтому она фактически действует на {\displaystyle U({\mathfrak {g}})}. (Это чисто инфинитезимальный способ смотреть на вышеупомянутые инвариантные дифференциальные операторы.)
При таком представлении, элементы {\displaystyle U({\mathfrak {g}})}, инвариантные относительно действия {\displaystyle {\mathfrak {g}}} (то есть действие на них любого элемента {\displaystyle {\mathfrak {g}}} тривиально), называются инвариантными элементами. Они порождаются инвариантами Казимира.
Как было сказано выше, конструкция универсальных обёртывающих алгебр — это часть пары сопряжённых функторов. {\displaystyle U} — функтор из категории алгебр Ли над {\displaystyle K} в категорию ассоциативных {\displaystyle K}-алгебр с единицей. Этот функтор — сопряженный слева к функтору, отображающему алгебру {\displaystyle A} в алгебру {\displaystyle A_{L}}. Следует отметить, что конструкция универсальной обёртывающей алгебры не является в точности обратной к формированию {\displaystyle A_{L}}: если начать с ассоциативной алгебры {\displaystyle A}, то {\displaystyle U(A_{L})} не равна {\displaystyle A}; она значительно больше.
Сведения о теории представлений, упомянутые ранее, могут быть уточнены следующим образом: абелева категория всех представлений {\displaystyle {\mathfrak {g}}} изоморфна абелевой категории всех левых модулей {\displaystyle U({\mathfrak {g}})}.
Построение групповой алгебры заданной группы во многом аналогично построению универсальной обёртывающей алгебры для заданной алгебры Ли. Оба построения универсальны и переносят теорию представлений в теорию модулей. Более того, как групповые алгебры, так и универсальные обёртывающие алгебры имеют естественную структуру коумножения, которая превращает их в алгебры Хопфа.